# سیمین صابری
سیمین صابری (۱۱ اسفند ۱۳۳۷ – ۲۸ خرداد ۱۳۶۲) یکی از قربانیان جامعه بهایی ایران بود که به دلیل اعتقاد به بهائیت توسط دادگاه انقلاب اسلامی در ایران به اعدام محکوم شد. او در سن ۲۴ سالگی به همراه ۹ زن بهائی دیگر در میدان چوگان شیراز توسط جمهوری اسلامی ایران به دار آویخته شد.

## زندگی‌نامه
سیمین صابری در ۱۱ اسفند ۱۳۳۷ در یک خانواده بهایی در روستای ده بید در شهرستان مرودشت در استان فارس زاده شد.
نام پدرش حسین و مادرش طاوس پمپوسیان بود. خانه آنها در دو کیلومتری مرودشت قرار داشت. او پس از پایان تحصلات ابتدائی و دبیرستان به استخدام شرکت زراعی مرودشت درآمد. او کوچترین فرزند خانواده بود و همانند پدر و مادرش به دین بهائیت گروید.

## دوران انقلاب
در میانه انقلاب ۱۳۵۷ عده‌ای متعصب به خانه‌های بهائیان در مرودشت هجوم برده و به تهدید و ارعاب و سنگ‌پرانی به داخل خانه‌های آنها اقدام کردند. خانواده سیمین هم بسرعت خانه را ترک کرده و متواری شدند و به تهران نزد اقوام خود رفتند. پس از گذشت یکماه که به شیراز بازگشتند دیدند که خانه آنها توسط دولت مصادره شده‌است.
سیمین با مادرش با خیاطی امرار معاش می‌کردند. او همراه با تعدادی از دوستان خود به دارالمجانین می‌رفت و به دختران کم سن و سال آنجا در انجام کارهای فردی کمک می‌کردند.

## دستگیری
سیمین صابری در ۲ آبان ۱۳۶۱ توسط چند نفر از عوامل حکومت جمهوری اسلامی دستگیر و به زندان عادل‌آباد شیراز منتقل شد. او در سلولی دو در یک و نیم متری با دو نفر دیگر هم‌بند بود. روحیه او در زندان خیلی خوب بود و به هم بندیان خود روحیه می‌داد و مرتب دعا می‌خواند و مناجات عبدالبهاء را تکرار می‌کرد که: «ای خدای من جانم فدای احبابت، این خون افسرده را در سبیل دوستانت بر خاک ریز و این تن فرسوده را در راه یارانت، خاک راه و غبار اَقدام نما. ای خدای من.» او مادرش را هنگام ملاقات دلداری می‌داد و به او توصیه می‌کرد که به رضای خدا راضی باشید.»

## اعدام
سیمین صابری همراه با ۹ زن بهائی دیگر در ۲۸ خرداد ۱۳۶۲ در زندان عادل آباد شیراز به دار آویخته شد. او در هنگام اعدام ۲۴ سال داشت.
نام سیمین صابری ضمن یکی از ۲۰۶ نفری در گزارش سال ۱۹۹۹ جامعه جهانی بهائیان آمده‌است. از اتهاماتی که علیه صابری پس از دستگیری عنوان شده و نیز موضوعات مطرح شده در دادگاه اطلاعی در دست نیست. اما بر طبق آنچه نمایندگان جامعه بهائی اعلام می‌کنند، صرف بهائی بودن دلیل اصلی بازداشت و دادگاهی شدن او بوده‌است.